# Muhammed Ahmed

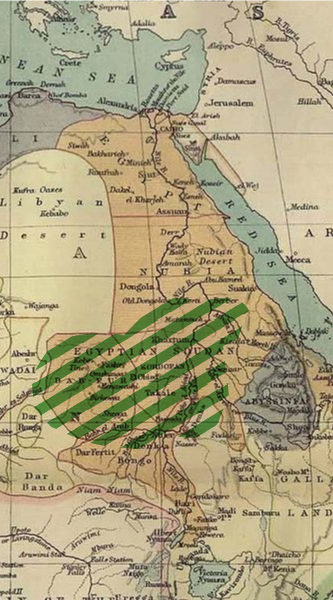
Mahdiväldet 1885.

Muhammed Ahmed ibn Seijid Abdullah, kallad el-Mahdi, född omkring 12 augusti 1844 i Dongola, död 22 juni 1885 i Omdurman, var ledare för det så kallade mahdistupproret, samt religiös pretendent och härskare över Sudan.

## Biografi
Muhammed Ahmed tillhörde en släkt som gjorde anspråk på att härstamma från profeten Muhammed. Han ägnade sig tidigt åt religiösa studier. Efter att ha fullbordat studierna inträdde Muhammed Samaniyya-dervischernas orden. År 1870 bosatte han sig på ön Abba i Vita Nilen i en håla vid stranden för att ägna sig åt andaktsövningar. När hans lärare firade sina söners omskärelsefest och åsidosatte sin ordens förbud mot spel och dans förebråddes läraren för detta av Muhammed, som till straff blev utstött ur orden. Att Muhammed sedan avslog lärarens erbjudande om förlåtelse väckte stort uppseende i Sudan.
Han fick redan vid denna tid många anhängare och författade en mängd skrifter i vilka han uppmanade sina anhängare att själva råda bot på religionens förfall, då inget var att vänta i detta avseende från regeringens sida. I likhet med många tidigare reformatorer i islams äldre historia kände han sig kallad till att bli den av hans stamfader, profeten, utlovade mahdin, som skulle uppfylla världen med rättfärdighet. Han började förena livlig politisk agitation med sin religiösa propaganda i det på grund av olika slags missförhållanden jäsande egyptiska Sudan och framträdde slutligen som mahdi och imam. 
Sedan myndigheterna förgäves försökt gripa honom företog han 1881 efter profetens mönster en "hedjra" (flykt) från Abba till södra Kordofan. Under denna resa trädde Muhammed i förbindelse med både världsliga och andliga nyckelpersoner och upplevde det allmänt rådande missnöjet. Man var missnöjd med de egyptiska ämbetsmännens korruption samt med den orättvisa fördelningen och det våldsamma indrivandet av de höga skatterna. Dessutom hade den egyptiska regeringen under sina engelska förmyndares påtryckning avskaffat slaveriet, något som satte hela affärslivet i stockning.
Sa småningom fick den egyptiska regeringen sin uppmärksamhet riktad på Muhammed, i synnerhet som hans förste lärare upprepade gånger kom med anklagelser honom. I juli 1881 sände Sudans generalguvernör Rauf Pascha bud till Muhammed på Abba, att han skulle inställa sig i Khartoum för att ställas inför rätta. Denna begäran tillbakavisade han.
Med sin religiösa förkunnelse samlade han de många skilda oroselementen och stod snart som ledare för ett verkligt uppror, det så kallade mahdistupproret. Han började nu öppet uppträda som landets ledare och predikade religionskrig mot de otrogna, till vilka han även räknade sina motståndare bland muslimerna.
Efter erövringen av Khartoum, där general Gordon stupade, hade Muhammed sitt högkvarter i Omdurman som härskare över så gott som hela egyptiska Sudan. Han avled dock redan efter några månader. Till sin efterträdare hade han utsett kalifen Abdullah ibn Seijid Muhammed av Baggarastammen, vars krigsstyrkor utgjort hans säkraste stöd.
Muhammeds lära innehöll utom vissa rituella regler krav på sträng världsförsakelse, särskilt i fråga om alkohol, tobak, sång och dans. Däremot uppmuntrade han ivrigt giftermål bland sina anhängare. Framför allt krävde han blind tro på sin gudomliga mission och undertryckte de religiösa studierna, som kunde ge anledning till tvivel på denna. Avvikelser från hans påbud straffades grymt.
Under sin tidigare bana skildras han som en verkligt imponerande person. Han tycks efter hand grundligt ha avvikit från sin asketiska förkunnelse och särskilt under den korta glansperioden efter Khartoums fall sägs han ha levt som en vanlig orientalisk despot. Den ståtliga gravbyggnad (kubba), som Abdullah lät resa över hans lik, förstördes vid intagandet av Omdurmans av Kitchener i september 1898. Hans kvarlevor brändes, och askan kastades i Nilen.